# Biofach

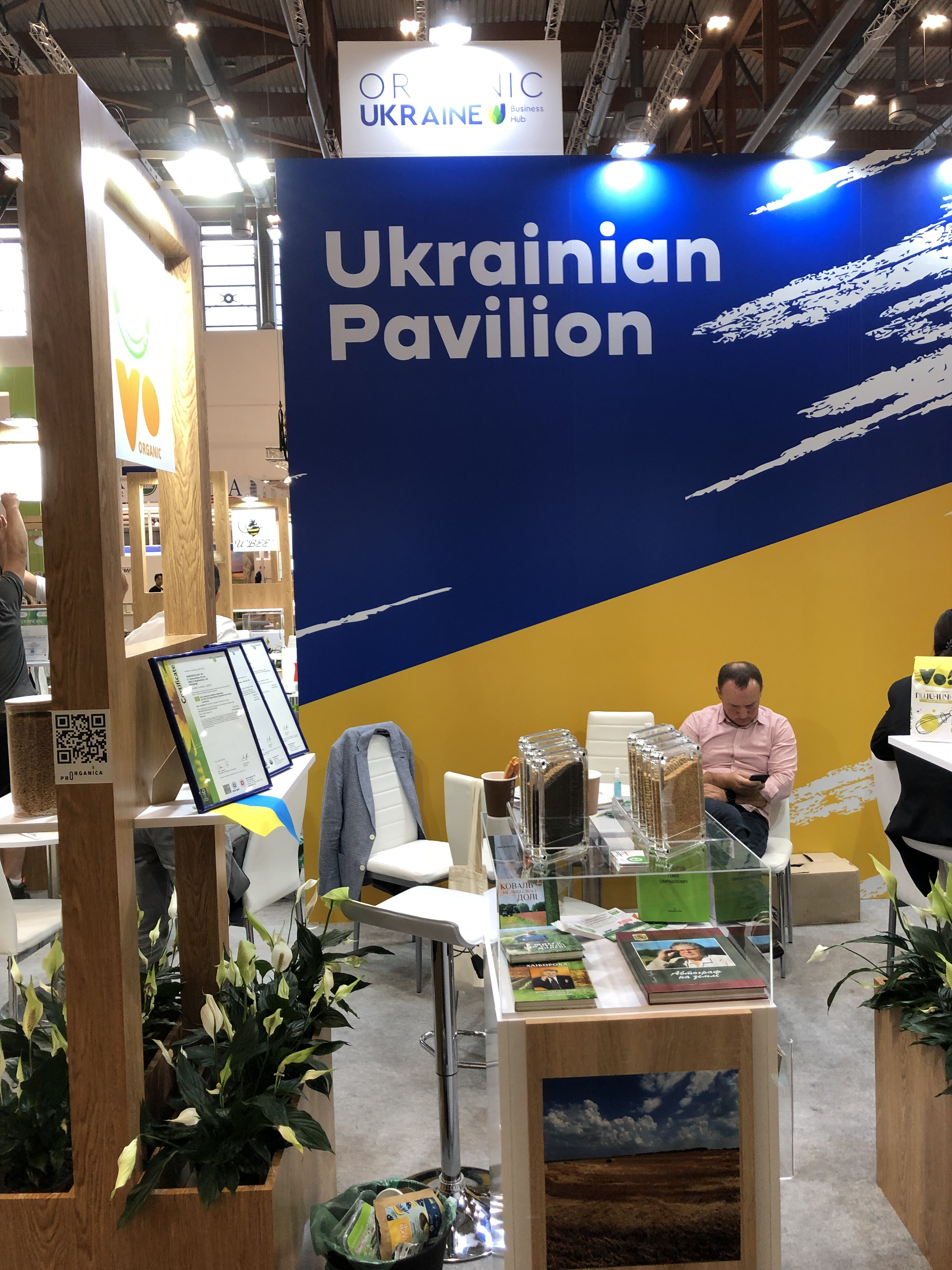
Teil des Gemeinschaftsstands von 22 ukrainischen Bio-Unternehmen auf der Biofach 2022

Die Biofach (Eigenschreibweise: BIOFACH) ist die weltweit größte Messe und Weltleitmesse für ökologische Konsumgüter. Sie findet in der Regel jeden Februar für vier Tage auf dem Messegelände der Stadt Nürnberg für Fachbesucher statt. Veranstalter der Biofach ist die Messe Nürnberg, die ideelle Schirmherrschaft hat die IFOAM, der Weltdachverband der ökologischen Anbauverbände, übernommen.

## Geschichte
Die Biofach wurde von den Messeveranstaltern Hubert Rottner, Hagen Sunder und Jürgen Ries gegründet. 2001 erwarb die Messe Nürnberg die Veranstaltungsrechte.
Seit 2007 wird der Bereich Naturkosmetik in der eigenständigen, parallel im Messezentrum abgehaltenen Fachmesse VIVANESS zusammengefasst.
Veranstaltet wird die Messe seit 2022 von Dienstag bis Freitag; 2010–2020 fand sie von Mittwoch bis Samstag statt, bis 2009 von Donnerstag bis Sonntag. Aufgrund der COVID-19-Pandemie wurde die Biofach 2021 virtuell abgehalten und 2022 von Februar auf den Juli verlegt.

## Aussteller und Fachbesucher
| Jahr | Aussteller    | Besucher      | Motto oder Schwerpunktthema                                               |
| Jahr | (aus Ländern) | (aus Ländern) | Motto oder Schwerpunktthema                                               |
| ---- | ------------- | ------------- | ------------------------------------------------------------------------- |
| 2023 | 2.765 (95)    | 36.000 (135)  | Bio. Ernährungssouveränität. Wahre Preise                                 |
| 2022 | 2.276 (94)    | 24.000 (137)  | Organic.Climate.Resilience.                                               |
| 2021 | 1.442         | 13.800        | (Virtuelle Veranstaltung)                                                 |
| 2020 | 3.448 (110)   | 47.561 (136)  | Bio wirkt!                                                                |
| 2019 | 2.982 (98)    | 51.488 (144)  | System Bio – im Ganzen gesund                                             |
| 2018 | 3.238 (93)    | 50.200 (134)  | Next Generation                                                           |
| 2017 | 2.793 (88)    | 51.453 (134)  | Building an Organic Future – Bio schafft Zukunft                          |
| 2016 | 2.575 (79)    | 48.533 (130)  | Organic 3.0 – Handeln für mehr Bio                                        |
| 2015 | 2.344         | 44.624 (136)  | Organic 3.0 – Gute Rahmenbedingungen für mehr Bio                         |
| 2014 | 2.263 (74)    | 42.445 (134)  | Organic 3.0 – Die ökologische Land- und Lebensmittelwirtschaft von morgen |
| 2013 | 2.396         | 41.794 (129)  | Gemeinsame Werte. Handeln für die Zukunft                                 |
| 2012 | 2.410 (83)    | 40.315 (130)  | Nachhaltigkeit in der Bio-Bewegung                                        |
| 2011 | 2.544 (86)    | 44.592 (131)  | Welternährung                                                             |
| 2010 | 2.557 (87)    | 43.669 (121)  | Organic + Fair                                                            |

## Biofach und VIVANESS Kongress
Die Biofach und VIVANESS werden von einem Kongress begleitet. 2017 nutzten 8.125 Teilnehmer das Branchen- und Wissensforum mit über 120 Einzelterminen zu Information und Networking. Insgesamt am meisten Besucher zählte der Termin „Global Market Overview“ mit über  240 Besuchern. Auf besonderes Interesse stieß auch im VIVANESS Kongress die Marktforschung. Über 100 Teilnehmer zählte der Vortrag „Naturkosmetikjahr 2016: Rückblick und Ausblick“.

## Produkte

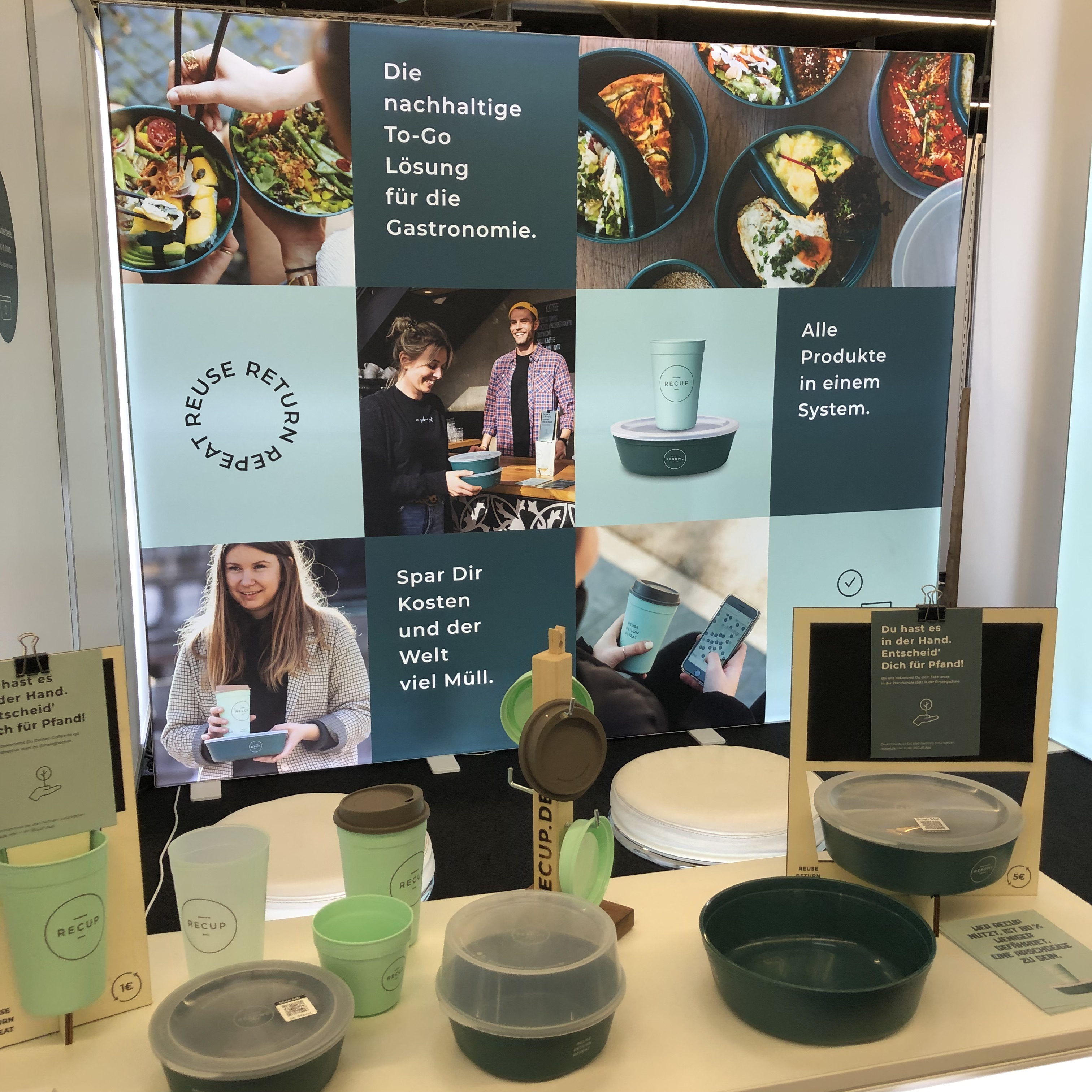
Stand mit Mehrwegsystemen für die Gastronomie auf der Biofach 2022

Die Aussteller decken folgende Produkte und Themen ab:
Biofach:
- Frischeprodukte
- Tiefkühlprodukte
- Trockenprodukte (insbesondere Kochen und Backen, Snacks und Süßigkeiten, Getränke)
- Non-Food
- Technik und Ausstattung
- Medien, Dienstleister

Vivaness:
- Hautpflege
- Körperpflege
- Haarpflege
- Dekorative Kosmetik
- Spezielle Kosmetik
- Drogerieartikel
- Weitere Naturkosmetik- und Wellnessprodukte

## Biofach weltweit
Aufgrund des weltweiten Interesses an ökologisch angebauten Landwirtschaftsprodukten findet die Biofach inzwischen auf vier Kontinenten statt. Neben der Fachmesse in Nürnberg gab es 2014 es folgende Veranstaltungen:
- Biofach AMERICA – ALL THINGS ORGANIC
- Biofach AMERICA LATINA – Bio Brazil Fair
- ORGANIC EXPO together with Biofach JAPAN
- Biofach INDIA together with INDIA ORGANIC
- Biofach CHINA

Für die Biofach Nürnberg und ihre fünf Töchter wurden für 2014 rund 3300 Aussteller und 100.000 Fachbesucher prognostiziert.